# Teresa Ulldemolins
Teresa Ulldemolins   (Valls, 1958) és una artista vallenca.
Inicia els estudis a l'Escola Taller d'Art de la Diputació de Tarragona el 1976, descobrint la seva passió per l'esmalt. Posteriorment es matrícula a l'Escola de la Llotja a Barcelona, on es gradua el 1981 en Arts Aplicades (especialitat Esmalts). Fins al 1993 va estar combinant el seu treball artístic amb el negoci familiar a Valls. Finalment, munta el seu propi taller, en el que treballa i on també es dedica a l'ensenyança.
Com molts artistes que treballen l'esmalt, la seva producció té dos vessants: un de més comercial, obres d'artesania, i un altre de més personal, obres úniques, en les quals l'artista posa tot el seu coneixement i el desig de poder-se expressar: l'artista és una enamorada de la natura, de petits indrets, plens de fulles i de molsa, de boscos, etc.

## Exposicions i premis
Des de 1977, amb la seva primera mostra a la Sala Roc de Valls, les exposicions i la progressió com a creadora han estat constants:
- 2002 1r Premi Nacional d'Artesania “Ramon Barbat i Miracle”, de Valls.
- 2005 Medalla de Plata en la 1a Biennal Internacional de l'Art de l'Esmalt a Vilnius (Lituània), per dues figures que va anomenar marianne i Rodolfo, un esmalt sobre pedra.
- 2006 Presenta obra a Tòquio (Japó), Tbilisi (Geòrgia) i Morez (França).
- 2007 Grand Prix a la 3a Triennal Internacional de l'Esmalt de Budafok, a Budapest (Hongria)
- 2009 Presenta obra a Tòquio i Ueno (Japó)
- 2011 Presenta obra a Vílnius (Lituània)
- 2012 Presenta obra a Valkenswaard (Holanda)
- 2015 Presenta obra a Ravenstein (Holanda) i Vílnius (Lituània)
- 2016 La seva darrera mostra “Blau 25”, inaugurada el 22 d'abril del 2016, a la Capella Sant Roc de Valls, l'artista, a més d'esmalts, escultures amb pedra i esmalt, collages i joies, va presentar un conjunt de pintures a l'oli i tècnica mixta. Obres molt elaborades, realistes amb tocs onírics que les fan especialment atractives.[3]